# Jewish Museum (New York City)
Das Jewish Museum in New York City ist das führende Museum für jüdische Kunst und Kultur in den USA.

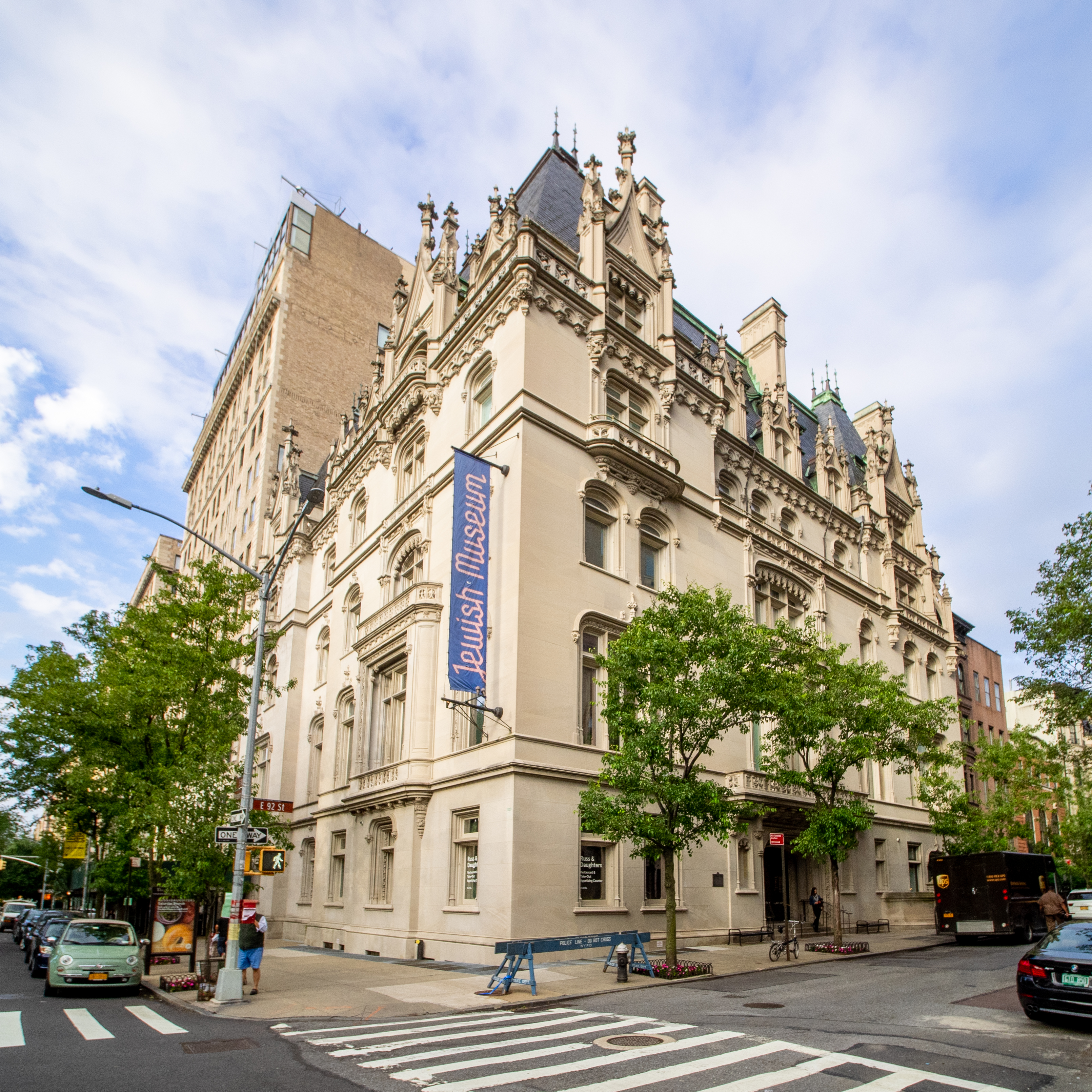
Das Jewish Museum an der Fifth Avenue (Foto: 2019)

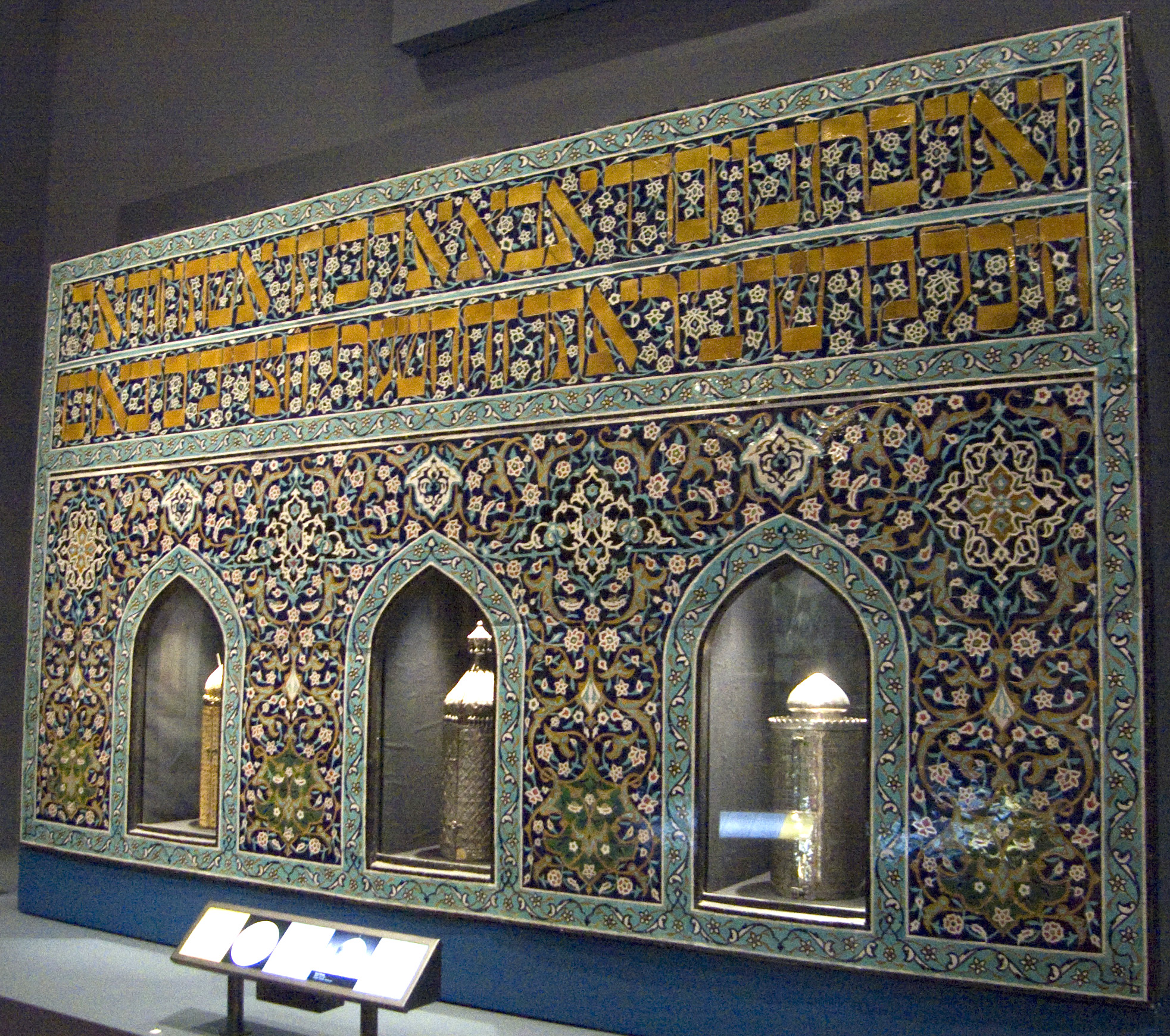
Teil einer Synagogenwand im The Jewish Museum aus dem 16. Jahrhundert (Isfahan, Persien) (Foto: 2009)

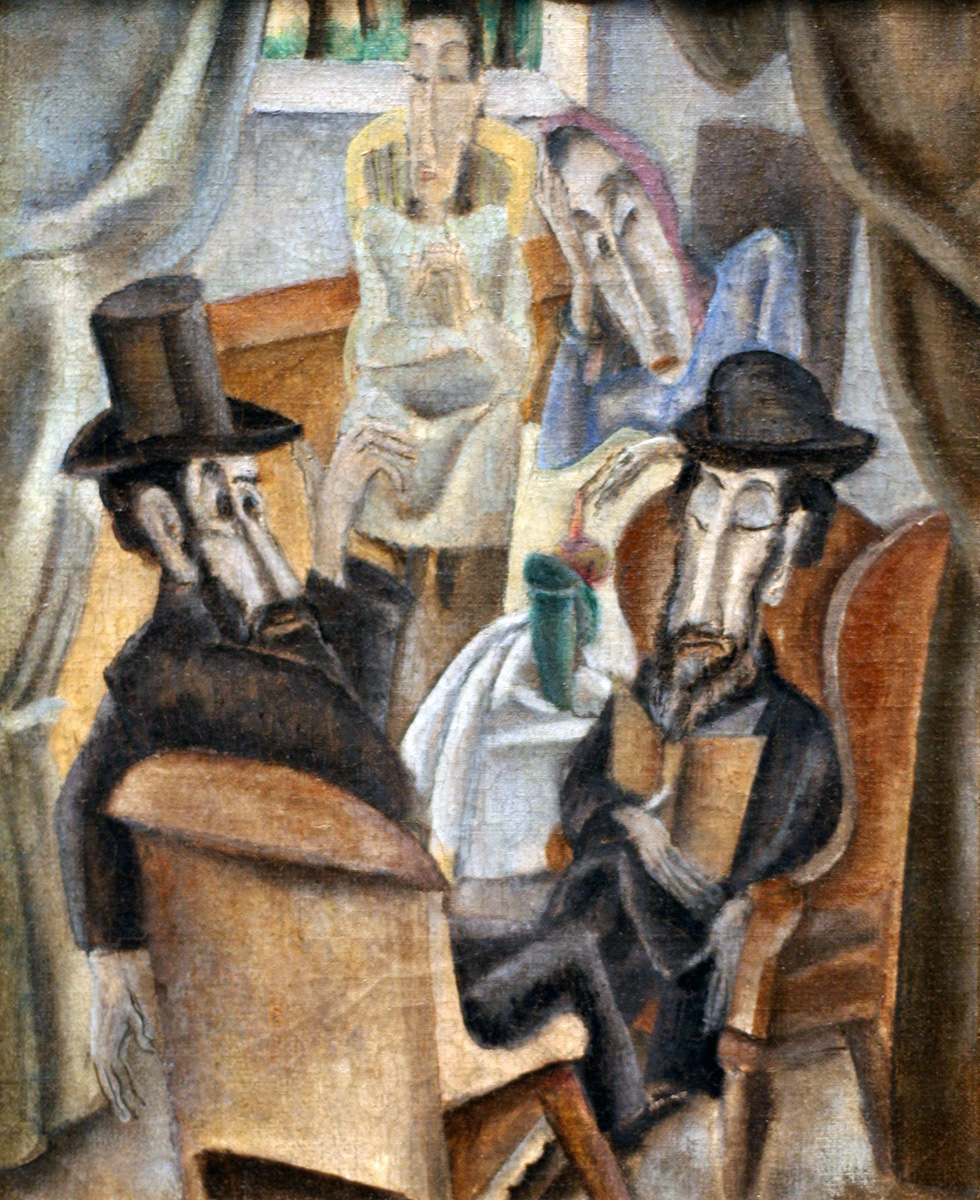
Sabbath (1919) von Max Weber (1881–1961)

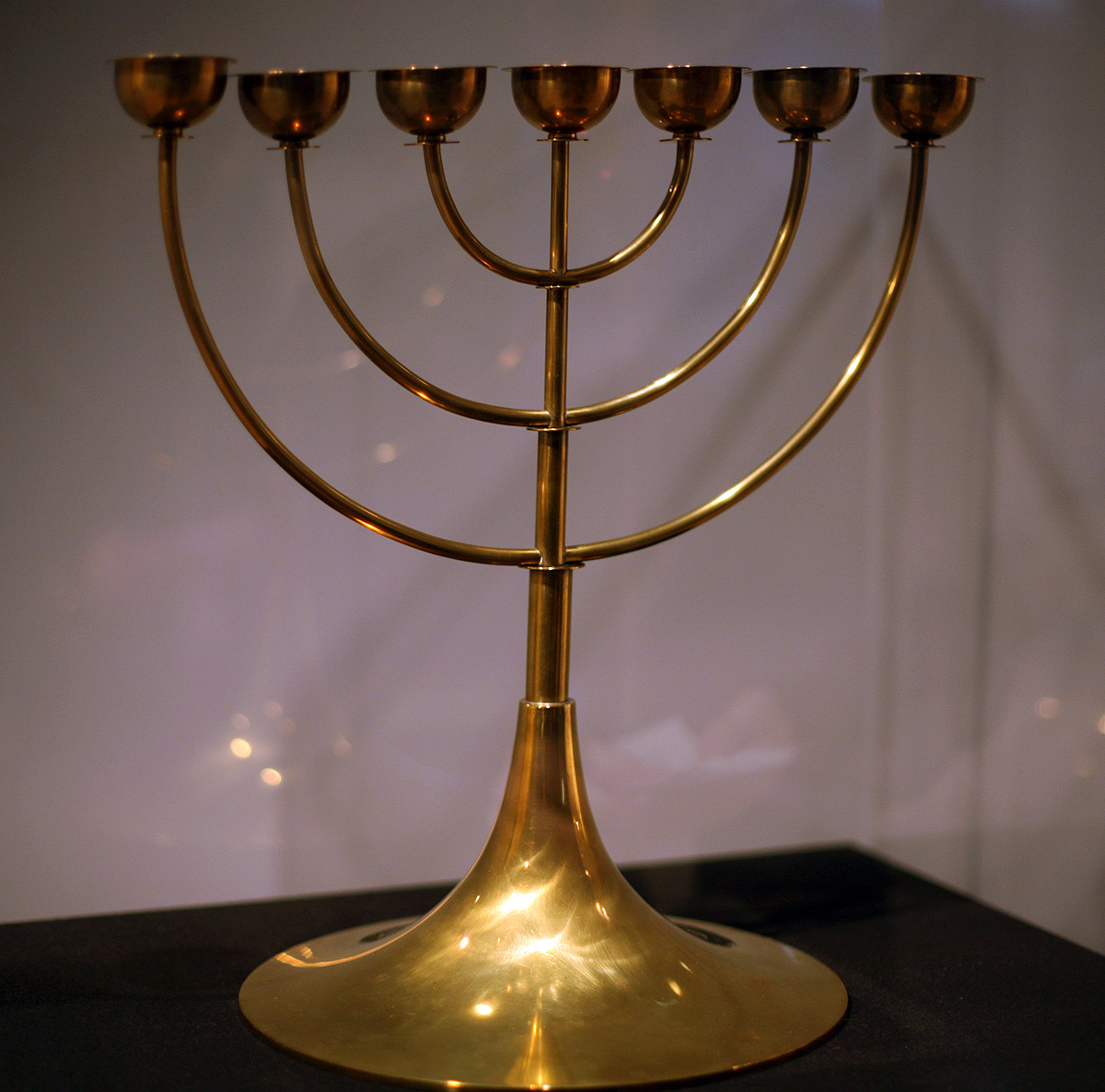
Bauhaus-Menora aus Messing (1922) von Gyula Pap (1899–1983)

## Lage
Das Museum ist Teil der Museum Mile und befindet sich im New Yorker Stadtbezirk Manhattan im Viertel Carnegie Hill an der Upper East Side. Es ist im ehemaligen Herrenhaus (Mansion) von Felix Warburg an der 1109 Fifth Avenue auf der Höhe der 92nd Street untergebracht.

## Geschichte
Der Grundstein der Sammlung bildete ein Geschenk von 26 Judaica aus dem Besitz des Richters Mayer Sulzberger an das Jewish Theological Seminary of America am 20. Januar 1904, die Bestandteil der Bibliothek des Seminary wurden. Die Sammlung zog 1931 mit dem Seminary in ein Gebäude am Broadway auf Höhe der 122nd Street und wurde dort in einem eigenen Raum – dem Museum of Jewish Ceremonial Objects – aufbewahrt. Die Sammlung wurde danach durch große Spenden von Hadji Ephraim Benguiat und Harry G. Friedman erweitert.
Im Januar 1944 stiftete Frieda Schiff Warburg, die Witwe des 1937 verstorbenen Philanthropen Felix Warburg, das Herrenhaus der Familie als dauerhaften Sitz des Museums, wodurch die Sammlung im Mai 1947 erstmals öffentlich zugänglich gemacht werden konnte. Die Fassade des schlossartigen Gebäudes von Architekt C. P. H. Gilbert aus dem Jahre 1908 zitiert Stilelemente der französischen Gotik und erhielt 1963 einen modernistischen Anbau für das Museum, der 1989 abgerissen und durch einen von Kevin Roche geplanten Erweiterungsbau ersetzt wurde, dessen Erscheinungsbild dem Haupthaus angepasst ist. Mit dessen Eröffnung im Jahre 1993 konnte das Museum seine Ausstellungsfläche verdoppeln.
In den 1960er Jahren übernahm das Museum einen aktiveren Part in der Präsentation zeitgenössischer Kunst mit Ausstellungen wie Primary Structures (1966), die halfen, dem Minimalismus den Weg zu bereiten. Auch stellte es damals bedeutende Künstler der amerikanischen Avantgarde wie Robert Rauschenberg, Jasper Johns oder Philip Guston aus. In den 1970er Jahren konzentrierte sich das Museum wieder auf seine ursprüngliche Ausrichtung und präsentierte Ausstellungen zur jüdischen Kultur und über jüdische Künstler. 1992 rief das Jewish Museum gemeinsam mit der Film Society of Lincoln Center das New York Jewish Film Festival ins Leben, das jüdische Spielfilme, Kurz- und Dokumentarfilme präsentiert. 
Die Ausstellung Culture and Continuity: The Jewish Journey (übersetzt: „Kultur und Fortbestand: Die Jüdische Reise“) zeigte von 1993 bis 2017 die Evolution der jüdischen Kultur vom Altertum bis zur Gegenwart anhand ausgewählter Objekte aus der umfangreichen Sammlung des Museums. Sie wird durch große, fächerübergreifende Wechsel- und Sonderausstellungen ergänzt. Dabei ist das Museum auch für dessen Kunstausstellungen bekannt, die die Kunstwerke im Zusammenhang mit Sozialgeschichte deuten. Das Jewish Museum bietet darüber hinaus Bildungsangebote für Erwachsene und Familien sowie Konzerte, Filme, Symposien und Vorträge in Verbindung mit den Ausstellungen.

## Sammlung
Die Sammlung des Museums umfasst über 26.000 Objekte und ist damit die größte Sammlung jüdischer Kunst und Kultur weltweit. Der Schwerpunkt liegt auf Gegenständen jüdischer Geschichte und Kultur als auch auf moderner und zeitgenössischer jüdischer Kunst – mit Gemälden, Skulpturen, archäologischen Artefakten, Kultgegenständen, Münzen, ethnographischen Materialien, Medienprodukten und anderen Elementen, die für die Bewahrung der jüdischen Geschichte und Kultur von Bedeutung sind. Damit umfasst die Sammlung verschiedenste Objekte, die mit dem Judentum mittelbar bzw. unmittelbar in Verbindung stehen, vom Altertum bis zur Moderne aus jedem Winkel der Welt, in dem Juden gelebt haben. Die Sammlung verfügt dabei auch über Kunstwerke von James Tissot, Marc Chagall, George Segal, Eleanor Antin, Moritz Daniel Oppenheim und Deborah Kass.

## Ausstellungen
In den letzten 20 Jahren präsentierte das Museum eine Reihe großer Sonderausstellungen: The Circle of Montparnasse: Jewish Artists in Paris, 1905–1945 (1985), The Dreyfus Affair: Art, Truth, and Justice (1987), Painting a Place in America: Jewish Artists in New York, 1900–1945 (1991), Too Jewish?: Challenging Traditional Identities (1996), Assignment: Rescue, The Story of Varian Fry and the Emergency Rescue Committee (1997), An Expressionist in Paris: The Paintings of Chaim Soutine (1998), Voice, Image, Gesture: Selections from The Jewish Museum’s Collection, 1945–2000 (2001), Mirroring Evil: Nazi Imagery/Recent Art (2002), New York: Capital of Photography (2002), Modigliani Beyond the Myth (2004), Action/Abstraction: Pollock, de Kooning and American Art, 1940-1976 (2008), Shifting the Gaze. Painting and Feminism (2010–2011), Roberto Burle Marx: Brazilian Modernist (2016); danach: Deutsche Bank KunstHalle Berlin (2017), Chagall, Lissitzky, Malevich: The Russian Avant-Garde in Vitebsk, 1918-1922 (2018).